# Singapore Open
O Singapore Open (lit. Aberto da Singapura) é um torneio masculino de golfe da Singapura, que foi sancionado pelo Circuito Asiático desde o início do circuito em 1995, pelo Circuito Europeu entre 2009 e 2012 e pelo Circuito de Golfe do Japão desde 2016. Foi criado em 1961 e foi realizado anualmente até o ano de 2001, quando foi vencido por Thaworn Wiratchant. Foi depois cancelado por falta de patrocínio. Dentre os outros vencedores durante os anos que antecederam ao presente está o norte-americano Shaun Micheel, que conquistou o título em 1998, que já venceu o Campeonato da PGA, na temporada de 2003. Inicialmente, a Associação de Golfe da Singapura esperava relançar o evento após intervalo de apenas um ano sem realização, porém, o torneio não decorreu até 2005, quando estava assegurado o patrocínio do Sentosa Leisure Group. O prêmio monetário de 2005 foi de dois milhões de dólares norte-americanos, o que fez do Singapore Open, de longe, o torneio mais rico do Circuito Asiático. O evento de 2005 foi disputado no mês de novembro. A edição de 2013 foi cancelada devido a falta de patrocínio e o futuro do torneio era incerto. Após três anos de ausência, o torneio volta a ser disputado em janeiro de 2016. O evento é cossanciado pelo Circuito Asiático e pelo Circuito de Golfe do Japão. Possui Sumitomo Mitsui Bank como patrocinador e possui bolsa de premiação de um milhão de dólares norte-americanos.

## Campeões
Cossancionado pelo Circuito de Golfe do Japão
| Ano   | Campeão        | País          | Pontuação | Par | Margem de vitória | Vice-campeão  |
| ----- | -------------- | ------------- | --------- | --- | ----------------- | ------------- |
| 20161 | Song Young-han | Coreia do Sul | 272       | −12 | 1 tacada          | Jordan Spieth |

1 O torneio terminou na segunda-feira por causa do mau tempo
- Não houve torneio entre 2013 e 2015

Cossancionado pelo Circuito Europeu
| Ano  | Campeão                   | País       | Pontuação | Par | Margem de vitória | Vice-campeão     |
| ---- | ------------------------- | ---------- | --------- | --- | ----------------- | ---------------- |
| 2012 | Matteo Manassero          | Itália     | 271       | −13 | Playoff           | Louis Oosthuizen |
| 2011 | Gonzalo Fernández-Castaño | Espanha    | 199*      | −14 | Playoff           | Juvic Pagunsan   |
| 2010 | Adam Scott (3)            | Austrália  | 267       | −17 | 3 tacadas         | Anders Hansen    |
| 2009 | Ian Poulter               | Inglaterra | 274       | −10 | 1 tacada          | Liang Wen-Chong  |

* A edição de 2011 foi encurtada para 54 buracos por causa do mau tempo
Antes do cossancionamento ao Circuito Europeu
- 2008 Jeev Milkha Singh –  Índia
- 2007 Ángel Cabrera –  Argentina
- 2006 Adam Scott (2) –  Austrália
- 2005 Adam Scott –  Austrália
- 2002-04 Não houve torneio
- 2001 Thaworn Wiratchant –  Tailândia
- 2000 Jyoti Randhawa –  Índia
- 1999 Kenny Druce –  Austrália
- 1998 Shaun Micheel –  Estados Unidos
- 1997 Zaw Moe –  Myanmar
- 1996 John Kernohan –  Estados Unidos
- 1995 Steven Conran –  Austrália
- 1994 Kyi Hla Han –  Myanmar
- 1993 Paul Moloney –  Austrália
- 1992 Bill Israelson –  Estados Unidos
- 1991 Jack Kay –  Canadá
- 1990 Antolin Fernando –  Filipinas
- 1989 Lu Chien-soon (2) –  Taiwan
- 1988 Greg Bruckner –  Estados Unidos
- 1987 Peter Fowler –  Austrália
- 1986 Greg Turner –  Nova Zelândia
- 1985 Chen Tze-ming –  Taiwan
- 1984 Tom Sieckmann –  Estados Unidos
- 1983 Lu Chien-soon –  Taiwan
- 1982 Hsu Sheng-san –  Taiwan
- 1981 Mya Aye –  Myanmar
- 1980 Kurt Cox –  Estados Unidos
- 1979 Lu Hsi-chuen –  Taiwan
- 1978 Terry Gale –  Austrália
- 1977 Hsu Chi-san –  Taiwan
- 1976 Kesahiko Uchida –  Japão
- 1975 Yutaka Suzuki –  Japão
- 1974 Eleuterio Nival –  Filipinas
- 1973 Ben Arda (2) –  Filipinas
- 1972 Takaaki Kono –  Japão
- 1971 Haruo Yasuda –  Japão
- 1970 Hsieh Yung-yo (2) –  Taiwan
- 1969 Tomio Kamada –  Japão
- 1968 Hsieh Yung-yo –  Taiwan
- 1967 Ben Arda –  Filipinas
- 1966 Ross Newdick –  Nova Zelândia
- 1965 Frank Phillips (2) –  Austrália
- 1964 Ted Ball –  Austrália
- 1963 Alan Brookes –  África do Sul
- 1962 Brian Wilkes –  África do Sul
- 1961 Frank Phillips –  Austrália